# 760 Massinga
760 Massinga је астероид главног астероидног појаса. Приближан пречник астероида је 71,29 ,
а средња удаљеност астероида од Сунца износи 3,150 астрономских јединица (АЈ).
Инклинација (нагиб) орбите у односу на раван еклиптике је 12,531 степени, а орбитални период износи 2042,791 дана (5,592 година). Ексцентрицитет орбите астероида износи 0,230.
Апсолутна магнитуда астероида износи 7,96 а геометријски албедо 0,227.
Астероид је откривен 28. августа 1913. године.